# Даулитбеков, Амантай
Амантай Даулитбеков (1917-1943) — старший сержант Рабоче-крестьянской Красной Армии, участник Великой Отечественной войны, Герой Советского Союза (1943).

## Биография
Амантай Даулитбеков родился 10 ноября 1917 года в селе Майтобе (ныне — Таласский район Жамбыльской области Казахстана) в крестьянской семье. Происходит из рода уак. Проживал и работал в Сарысуском районе. В 1941 году Даулитбеков был призван на службу в Рабоче-крестьянскую Красную Армию. С июля 1942 года — на фронтах Великой Отечественной войны. К июлю 1943 года старший сержант Амантай Даулитбеков командовал орудием 1180-го истребительно-противотанкового артиллерийского полка 13-й истребительно-противотанковой артиллерийской бригады 2-й танковой армии Центрального фронта. Отличился во время битвы на Курской дуге.
9 июля 1943 года в ходе боя в районе станции Поныри Поныровского района Курской области расчёт Даулитбекова был окружён танковыми и пехотными подразделениями противника. В неравном бою Даулитбеков с товарищами нанёс противнику серьёзные потери в боевой технике и живой силе. Когда орудие вышло из строя, Даулитбеков с оставшимися в живых артиллеристами вступил с противником в рукопашную схватку. В том бою он погиб.
Указом Президиума Верховного Совета СССР от 24 декабря 1943 года старший сержант Амантай Даулитбеков посмертно был удостоен высокого звания Героя Советского Союза. Также был награждён орденами Ленина и Красной Звезды, а также рядом медалей.
В честь Даулитбекова названа школа и установлен бюст в Майтобе.